# Fungia granulosa
Espèce
Statut CITES
Fungia granulosa est une espèce de coraux appartenant à la famille des Fungiidae.